# Сергиево-Казанский собор
Собо́р Се́ргия Ра́донежского и Каза́нской ико́ны Бо́жией Ма́тери (Се́ргиево-Каза́нский собор) — православный храм в Центральном округе Курска, на пересечении улиц Горького (ранее — Сергиевской) и Можаевской. Построен в 1752—1778 годах в стиле елизаветинского барокко на месте сгоревшей в 1751 году церкви во имя Сергия Радонежского.
Собор представляет собой одноглавый двухэтажный каменный храм с ребристыми куполами, разорванными фронтонами, многочисленными окнами разной величины, пропорций и рисунков; в плане — прямоугольник около 16 м в ширину и около 33 м в длину с пятигранной алтарной апсидой. Имя архитектора до настоящего времени не установлено, по всей видимости, проект был подготовлен кем-то из учеников Бартоломео Растрелли. В связи с переносом архиерейской кафедры из Белгорода в Курск в 1833 году храм получил статус кафедрального собора. С 1934 по 1942 год собор был закрыт, в здании располагались Областная картинная галерея и художественная студия, а также антирелигиозный музей. В настоящее время храм является действующим. Сергиево-Казанский собор примечателен сохранившимся 18-метровым позолоченным резным иконостасом верхнего храма, созданным неизвестными крепостными мастерами — резчиками по дереву в XVIII веке. Памятник архитектуры федерального значения.

## История

### Предыстория и строительство
До постройки современного храма на этом месте стояла деревянная одноэтажная церковь во имя Сергия Радонежского, первое документальное упоминание о которой относится к 1718 году. В 1751 году во время пожара эта деревянная церковь сгорела до основания. Прихожане, расчищая пепелище, обнаружили в углях и в пепле Казанскую икону Божией Матери, совершенно неповреждённую огнём. Жители увидели в этом особое предуказание и решили построить вместо сгоревшей церкви на том же месте новый двухэтажный каменный храм. В нижнем этаже должен был быть храм во имя Преподобного Сергия, а в верхнем этаже — храм в честь Казанской иконы Божией Матери. Епископ Белгородский и Обоянский Иоасаф (Святитель Иоасаф Белгородский) дал благословение, а также лично освятил место построения и совершил в 1752 году закладку храма.

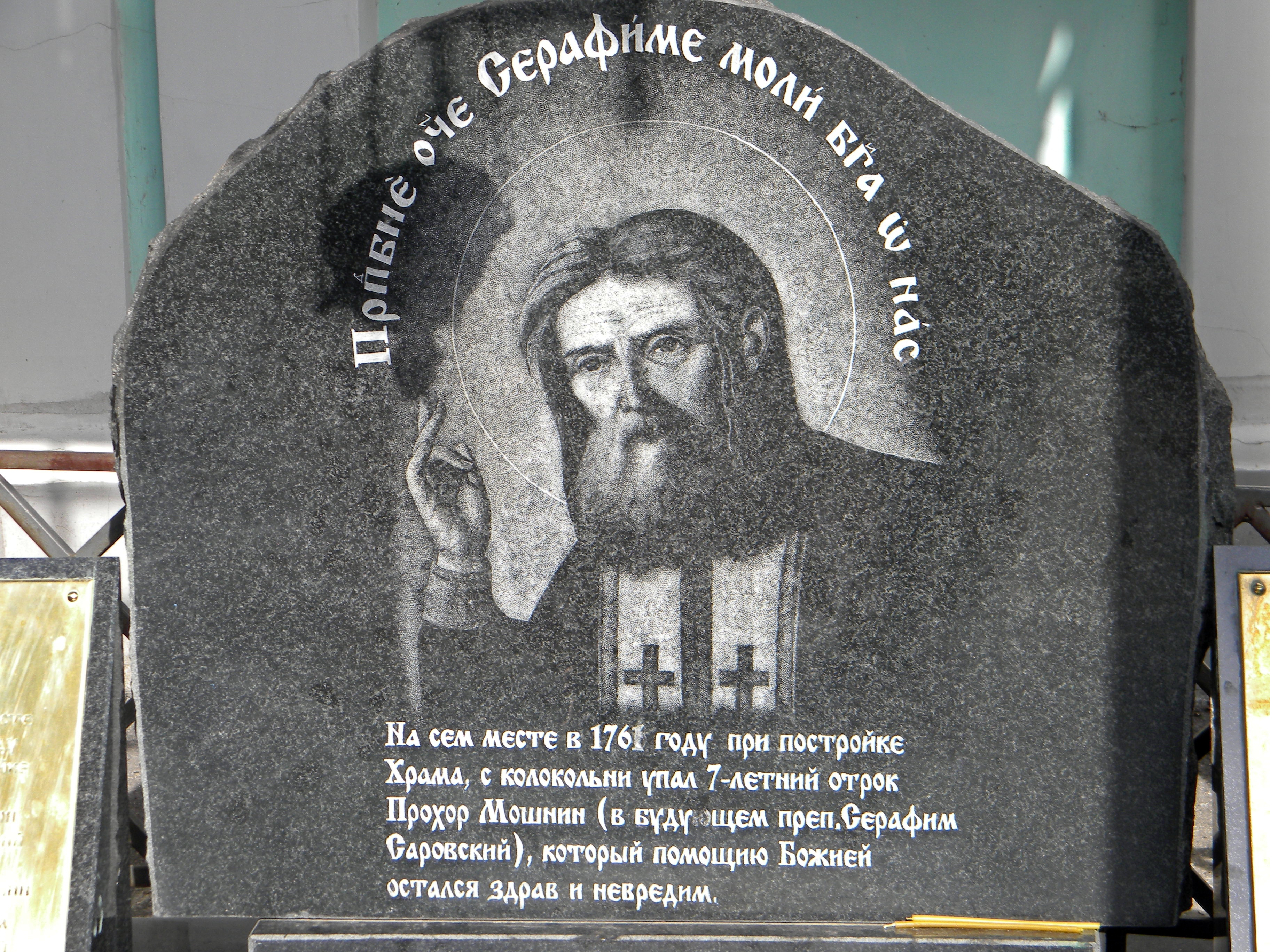
Место падения Прохора Мошнина (будущего преподобного Серафима Саровского) с колокольни строящегося Сергиево-Казанского собора

Средства на постройку храма были собраны среди прихожан, одним из основных дарителей выступил курский купец Карп Ефремович Первышев. Подрядчиком стал курский купец, владелец нескольких небольших заводов по производству кирпича в пригороде Курска Исидор Иванович Мошнин, после смерти которого в 1762 году обязанности его по подряду приняла на себя его жена Агафья Фаттеевна; под её надзором в 1778 году строительство храма было завершено. Во время строительства храма вместе с Агафьей в один из дней 1761 года на самый верх возводимой колокольни зашёл её 7-летний сын Прохор Мошнин (будущий преподобный Серафим Саровский). Отлучившись от матери, он упал с высоты колокольни на землю, покрытую обломками кирпичей и мусором. Очевидцы случившегося не ожидали уже увидеть Прохора живым, но, к удивлению всех, мальчик остался невредим.

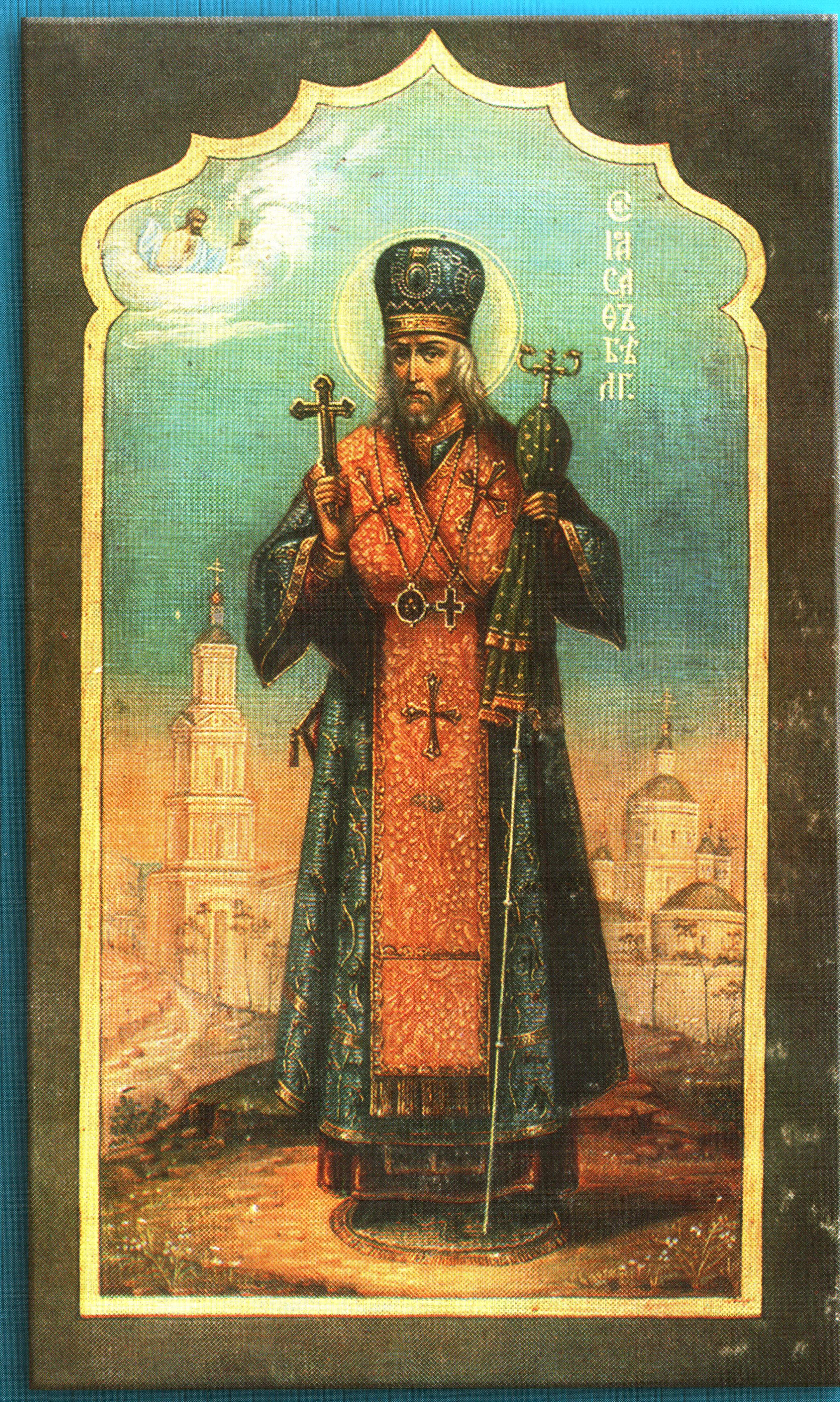
Святитель Иоасаф (Горленко), епископ Белгородский
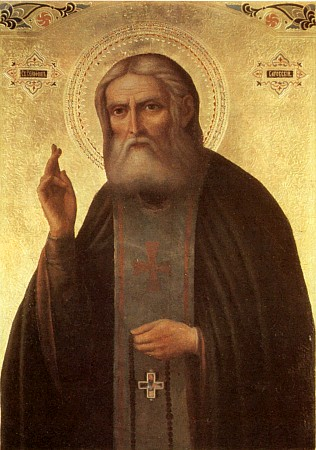
Преподобный Серафим Саровский

В старину большинство памятников елизаветинского барокко приписывалось архитектору Бартоломео Растрелли, и курский собор не был исключением. Скорее всего, проект подготовил кто-то из его учеников. Архивных документов, подтверждающих, что курское здание Сергиево-Казанского собора построено по чертежам графа Растрелли, нет. Сергиево-Казанский собор отсутствует и в списке работ Растрелли, составленном самим архитектором.
Нижний храм во имя Преподобного Сергия Радонежского, считавшийся будничным, был освящён в 1762 году епископом Белгородским и Обоянским Иоасафом (Миткевичем), а верхний храм в честь Казанской иконы Божией Матери, считавшийся праздничным, — в 1778 году епископом Белгородским и Обоянским Аггеем (Колосовским). 16-летний разрыв между освящением нижней и верхней церквей был обусловлен длительной и кропотливой работой по изготовлению и установке иконостаса.

### До Октябрьской революции
27 декабря 1779 (7 января 1780) года по совершении литургии в Сергиево-Казанском соборе в присутствии генерал-фельдмаршала П. А. Румянцева-Задунайского было зачитано императорское объявление об открытии Курского наместничества. 14 (25) июня 1787 года Сергиево-Казанский храм посетила императрица Екатерина II, следовавшая через Курск из недавно завоёванного Крыма в Москву.

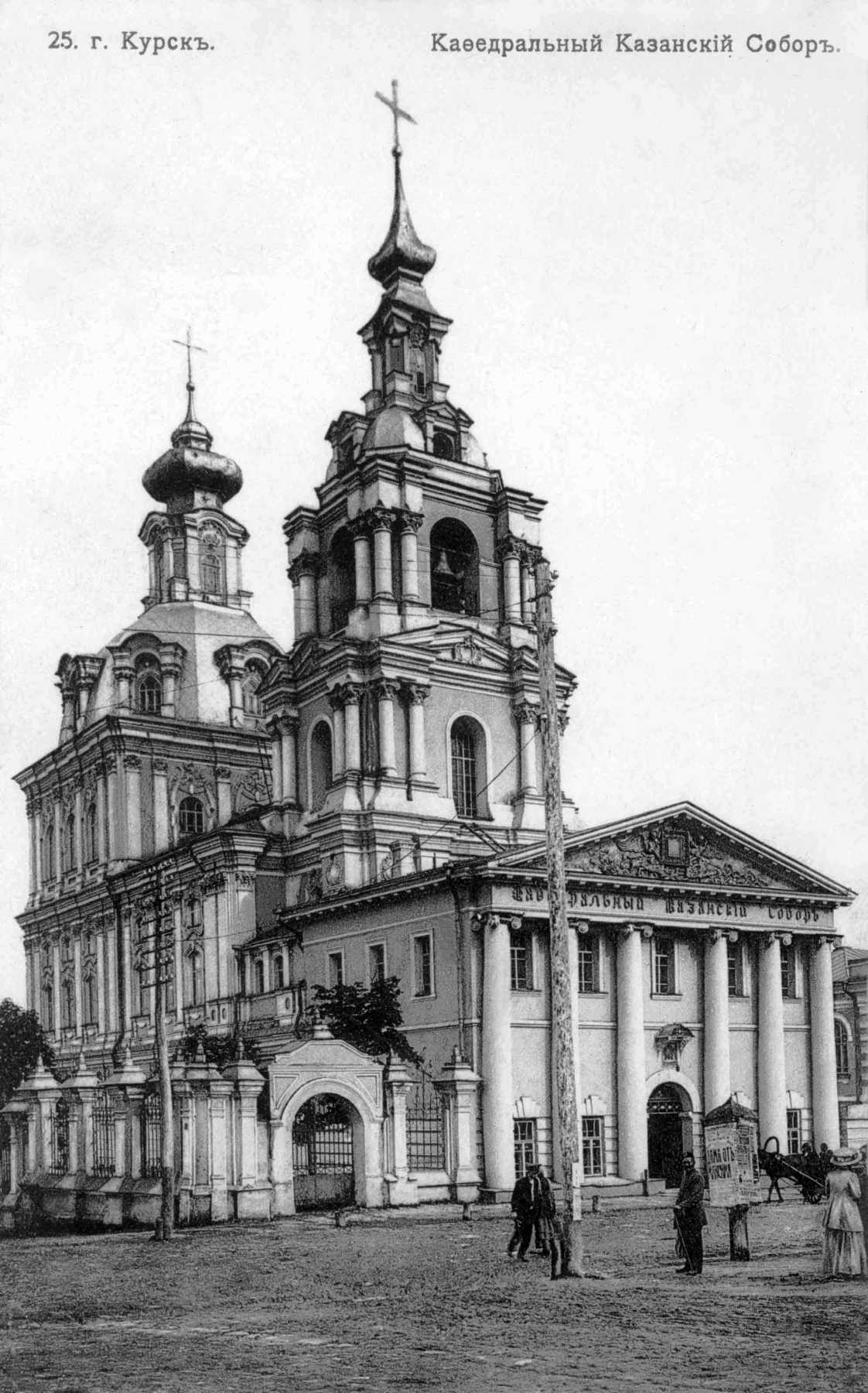
Сергиево-Казанский кафедральный собор. Почтовая карточка начала XX века

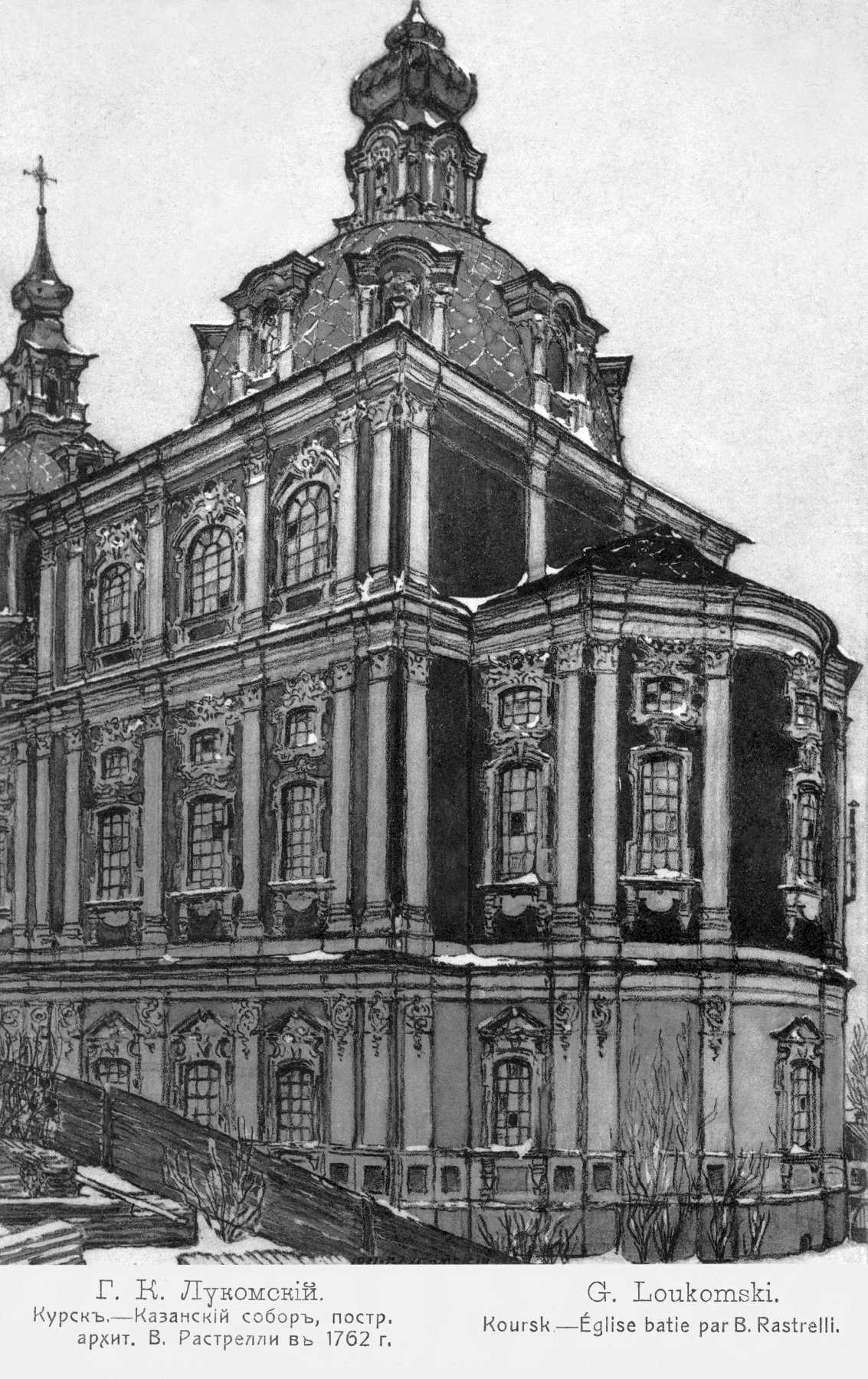
Сергиево-Казанский кафедральный собор. Вид со двора. Репродукция рисунка Г. К. Лукомского. Почтовая карточка начала XX века

В 1827 году для храма были отлиты два колокола (весом 400 и 160 пудов), денежный взнос за них передал тульский купец Черненков.
В связи с переносом архиерейской кафедры из Белгорода в Курск в 1833 году храм решением Святейшего синода получил статус кафедрального собора.
Нижний храм собора был отапливаемым, а верхний «холодным». Изначально, чтобы попасть в верхний храм, нужно было подняться по двум наружным открытым двухмаршевым чугунным лестницам с ограждением, которые начинались от входа в нижний храм, затем расходились направо и налево и вновь сходились у дверей верхнего храма, что подчёркивало лёгкость и стройность собора. Однако в связи с этими сомнительными неудобствами в 1837 году по проекту «городового» архитектора Грознова к колокольне была пристроена лестничная клетка в стиле ампир, несколько нарушившая стилевое единство здания и удлинившая его.
После окончания Крымской войны в Сергиево-Казанский собор под звуки марша, исполняемого военным оркестром, и колокольный звон были торжественно внесены на хранение знамёна 39-й и 40-й Курских дружин и 14 знамён дружин курских уездов (всего — 17 знамён), которые принимали участие в обороне Севастополя. Эти знамёна были выставлены в развёрнутом виде в верхнем храме на стене, противоположной иконостасу. При знамёнах находились 17 табличек с указанием времени пожалования дружине знамени, а также ме́ста, где оно было в походе с дружиной; на некоторых табличках были упомянуты и события военного похода.
По утверждённому в 1859 году проекту были перестроены ворота и каменная ограда собора в связи с тем, что сильно обветшавшие ворота угрожали обрушением. В 1861 году Сергиево-Казанский собор посетил император Александр II. В 1866 году внутри собора в нижнем храме были перемощены полы и отделаны под мрамор арки.
На 1898 год, согласно клировым ведомостям, в соборе было четыре освящённых престола: в верхнем храме один — во имя Казанской иконы Божией Матери, а в нижнем — три: главный — во имя преподобного Сергия Радонежского, престол в северном приделе — во имя святого великомученика Феодора Стратилата, в южном приделе — во имя святого великомученика Димитрия Солунского.
1 (14) сентября 1902 года Сергиево-Казанский собор посетил император Николай II, прибывший в Курск для участия в крупномасштабных военных манёврах, проводимых к западу от города. В соборе Николай II осмотрел заинтересовавший его резной позолоченный иконостас, а также выставленные для обозрения знамёна курских дружин, принимавших участие в обороне Севастополя во время Крымской войны.

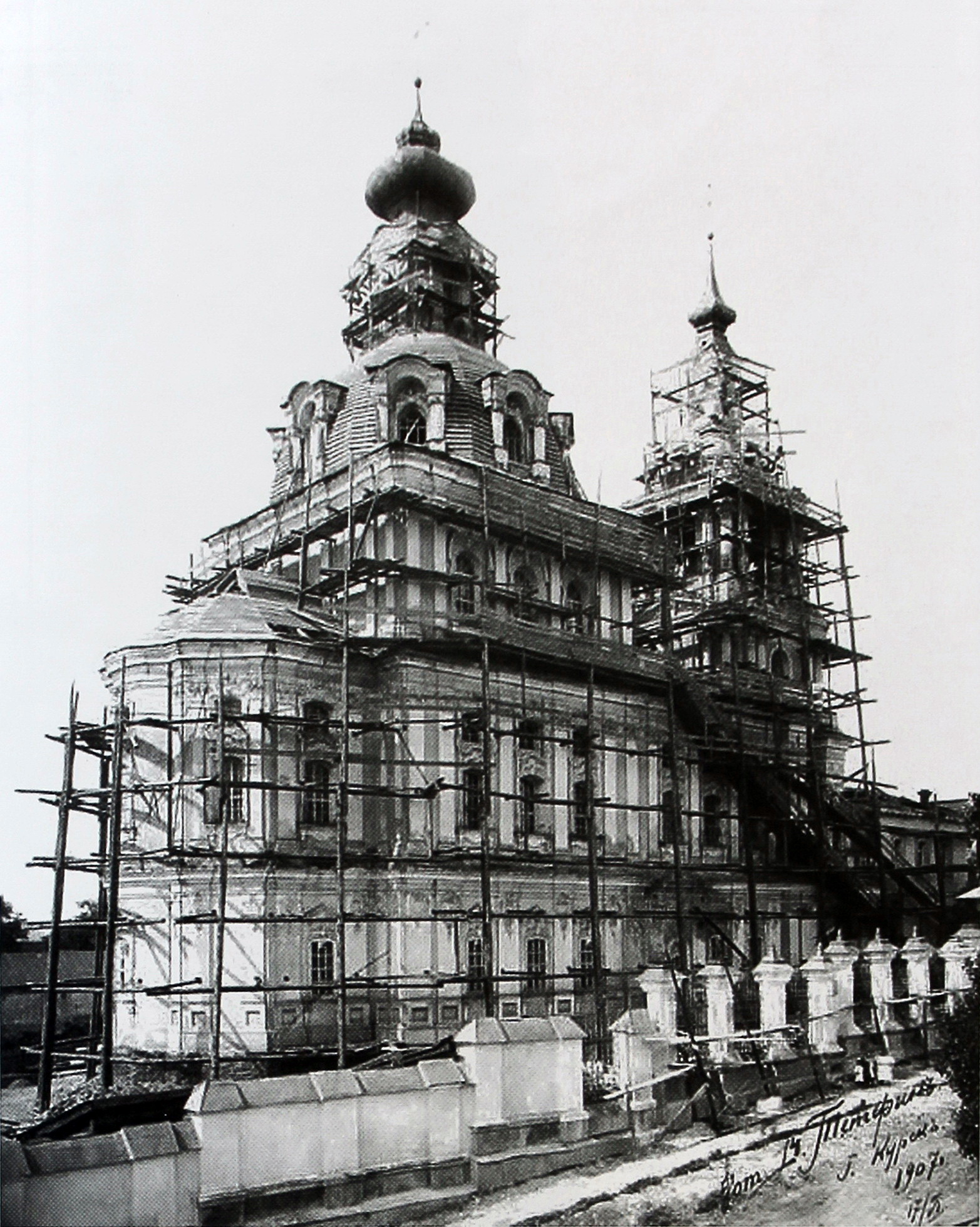
Наружный ремонт Сергиево-Казанского собора в 1907 году

В начале XX века под надзором Императорского Московского археологического общества была проведена реставрация собора, для чего в 1907 году в Курск был командирован архитектор и реставратор Ф. Ф. Горностаев. В 1911 году наружный ремонт был завершён.
Согласно клировой ведомости 1916 года, в соборе престолов было уже два: в верхнем храме — во имя Казанской иконы Божией Матери, а в нижнем — во имя преподобного Сергия Радонежского и преподобного Серафима Саровского. На тот момент к приходу храма относился 161 двор (390 мужчин и 461 женщина). К храму было также приписано две церкви: во имя праведной Елисаветы, располагавшаяся в доме полковника гвардии Волкова, и в честь иконы Божией Матери «Всех Скорбящих Радость» при Знаменской общине Красного Креста. Дети прихожан обучались в Конопатовской женской двухкомплектной церковно-приходской школе, где заведующим и законоучителем с 1906 года был протоиерей Владимир Семёнович Одинцов, и образцовой двухклассной мужской школе при учительской семинарии.

### После Октябрьской революции
После принятия декрета СНК РСФСР от 23 января (5 февраля) 1918 года об отделении церкви от государства и школы от церкви Сергиево-Казанский собор продолжал функционировать. В соответствии с декретом ВЦИК от 23 февраля 1922 года из храма было произведено изъятие 122 предметов общим весом 12 пудов 17 фунтов и 48 золотников, среди которых 29 риз с больших икон, 32 ризы с малых икон, 2 нитки жемчуга с плащаницы количеством 140 зёрен, один небольшой листик с алмазами с неё же.
На декабрь 1922 года в алтаре верхнего храма имелось горнее место, 8 местных больших икон на досках без риз, 14 малых икон в клеймах без риз, над Царскими вратами располагалось изображение Сошествия Святого Духа. В предалтарном иконостасе верхнего храма имелись Царские врата, 2 местные иконы Спасителя и Божией Матери в серебряных ризах, по одной иконе в серебряной ризе преподобного Сергия Радонежского и святого Николая Чудотворца, по одной иконе с серебряными венчиками и полями Василия Парийского и Иоанна Предтечи; над местными иконами Спасителя и Божией Матери располагались иконы Рождества Христова и Благовещения в серебряных ризах, над Царскими вратами — иконы Спасителя с серебряными полями и тремя венцами. В алтаре нижнего храма имелось горнее место, в восточной сторожке алтаря 2 местные большие иконы без риз, 2 малые иконы двунадесятых праздников, причём икона Рождества Христова в серебряной ризе, 4 малые иконы в клеймах без риз. В предалтарном иконостасе нижнего храма имелись Царские врата, 2 местные иконы Спасителя и Божией Матери в серебряных ризах, икона в серебряной ризе преподобного Сергия Радонежского; в верхнем ярусе по одной иконе Спасителя, Богородицы, Иоанна Крестителя, 4 иконы святых Апостолов; над Царскими вратами икона Тайной вечери в серебряной ризе; в разных местах иконостаса 16 икон в клеймах без риз.
19 января 1933 года президиум Курского городского Совета рабочих, крестьянских и красноармейских депутатов постановил расторгнуть договор с Сергиевской религиозной общиной от 1 февраля 1932 года об аренде церковных зданий. В этом же году властями было принято решение уничтожить собор, однако усилиями курских художников П. К. Лихина и Г. А. Шуклина здание удалось сохранить.
Храм был закрыт в 1934 году. С 1935 года до Великой Отечественной войны второй этаж занимала новообразованная Областная картинная галерея, открытая 12 сентября 1935 года, для создания которой из художественного отдела краеведческого музея было выделено около двухсот экспонатов (произведения западноевропейской и русской живописи, а также картины курских художников), а на первом была художественная студия; в сентябре 1941 году туда же перевели антирелигиозный музей, который в начале оккупации был разграблен, а уцелевшее имущество антирелигиозного музея в ноябре 1941 года было перевезено в краеведческий музей. Наиболее ценные из неэвакуированных в Уфу экспонатов картинной галереи были замурованы сотрудниками в стене соборного подвала, однако тайник был обнаружен и вскрыт немецко-фашистскими захватчиками, часть картин вывезена в Германию. В канун Рождества 1942 года оккупационные власти разрешили открыть собор для богослужений. После войны Сергиево-Казанский собор уже не закрывался. В середине XX века храмы собора были переосвящены: верхний храм был освящён во имя Преподобного Сергия Радонежского, а нижний — в честь Казанской иконы Божией Матери.
Очередной капитальный ремонт здания собора был завершён в сентябре 1956 года: отремонтировано калориферное отопление, в верхнем храме выполнен ремонт резного деревянного иконостаса с восстановлением его позолоты и реставрацией церковной живописи.
Согласно Закону РСФСР «О свободе вероисповеданий» 23 марта 1993 года произведена регистрация Сергиево-Казанского собора Курской епархии Русской Православной Церкви (Московский патриархат). 2 ноября 1999 года в соответствии с Федеральным законом «О свободе совести и о религиозных объединениях» от 26 сентября 1997 года возобновлена регистрация религиозной организации — приход Сергиево-Казанского собора г. Курска.
В 1997 году, после возвращения здания храма Успения Богородицы католической общине, архиепископ Ювеналий (Тарасов) благословил передачу ей бронзового Распятия работы итальянского мастера С. Альбано (1886), с 1930-х годов располагавшегося в северо-восточном углу трапезной нижнего храма Сергиево-Казанского собора.
К торжествам 250-летия со дня рождения Серафима Саровского на территории собора по проекту архитекторов Валерия Михайлова и Александра Гамова и на средства благотворителя В. Н. Зюкина и Курского землячества в Москве была построена водосвятная часовня в честь преподобного Серафима, освящённая 20 июля 2004 года. В это же время у стены собора, на том месте, куда упал с деревянных лесов, но остался жив и невредим семилетний Прохор Мошнин (будущий Серафим Саровский), была установлена подаренная Патриархом Московским и всея Руси Алексием II сень. В 2010 году ко дню памяти преподобного Серафима Саровского (15 января по новому стилю) был полностью обновлён иконостас придела Серафима Саровского в нижнем храме собора.

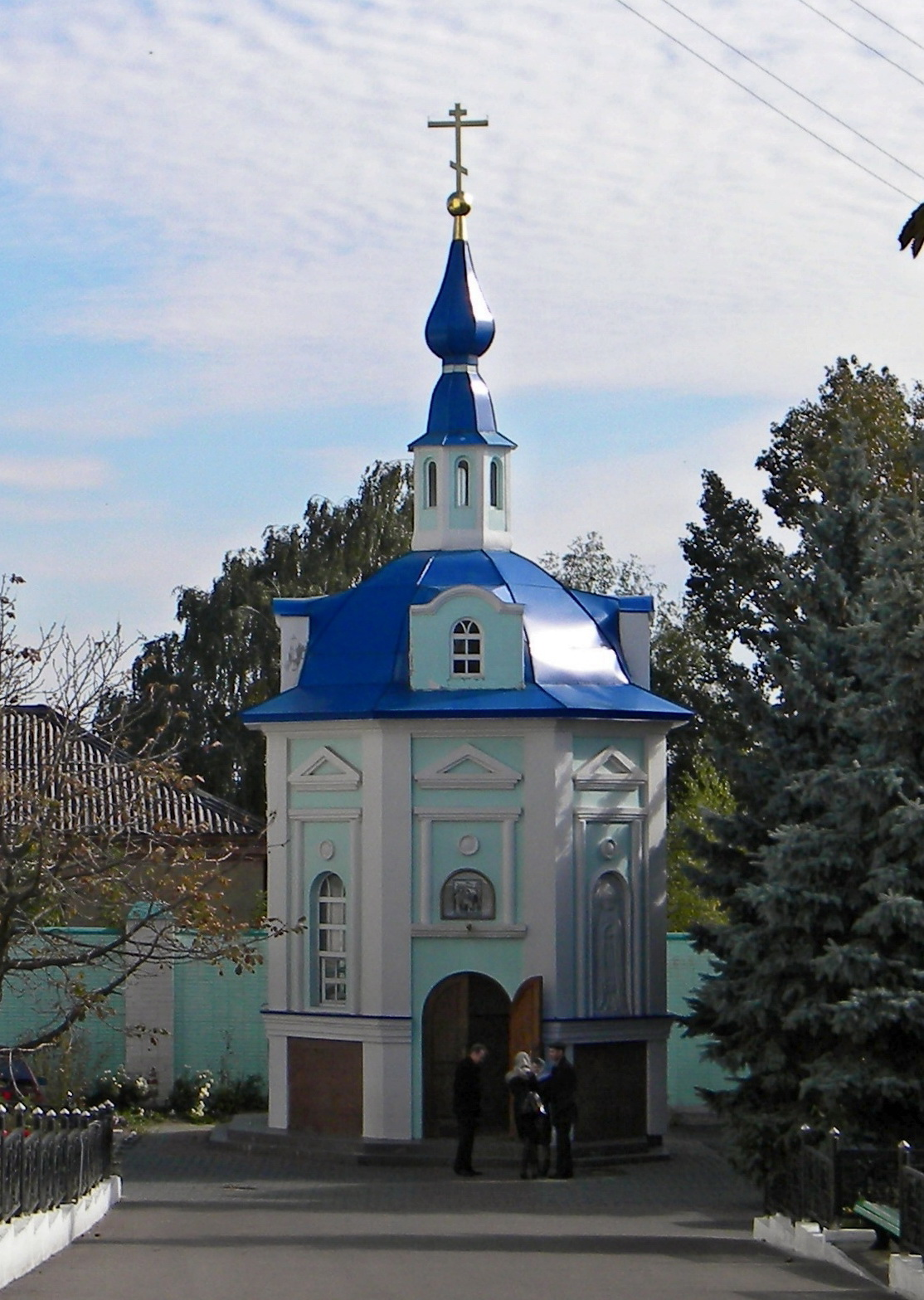
Часовня в честь Серафима Саровского у Сергиево-Казанского собора
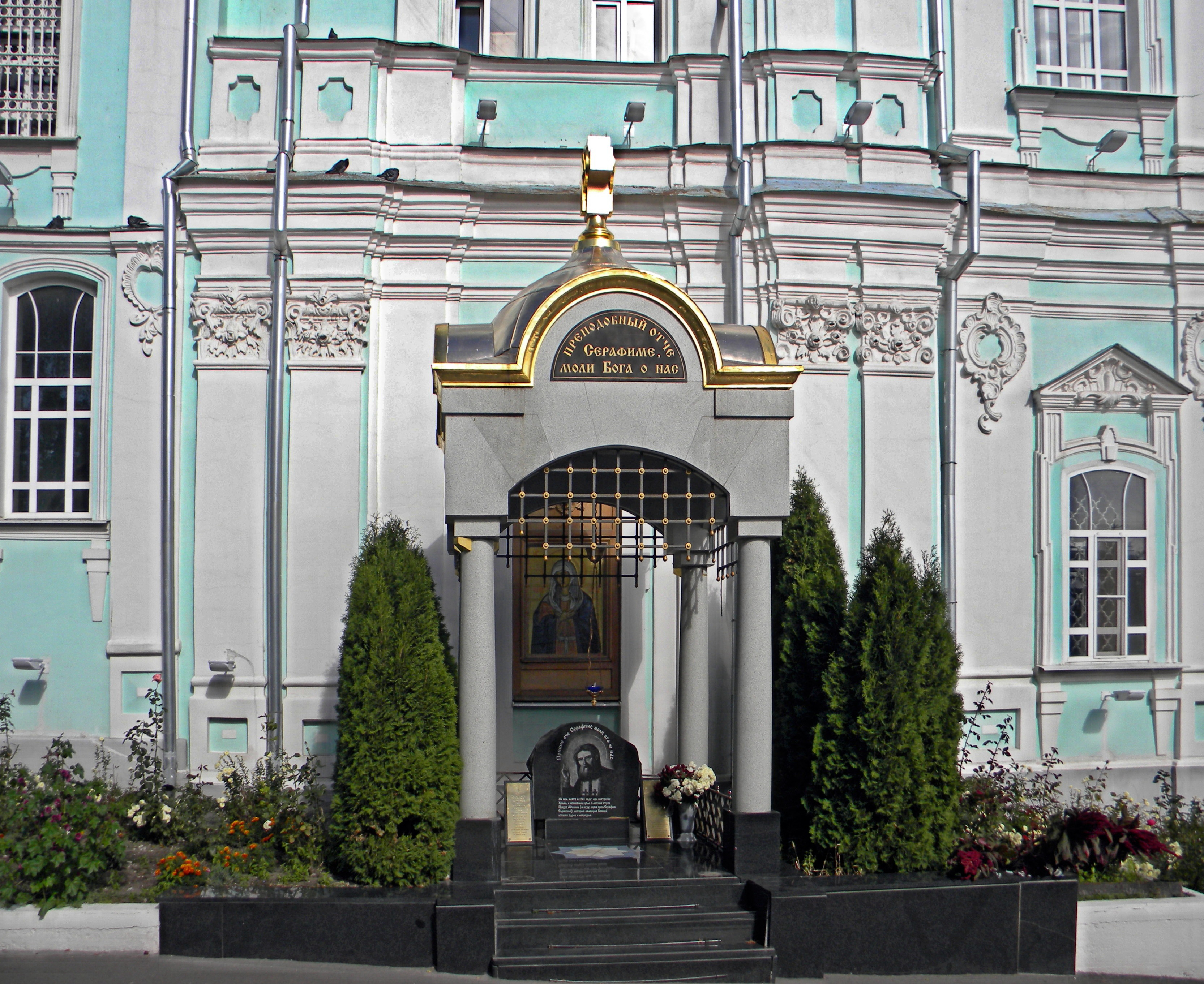
Сень на месте падения Прохора Мошнина

## Архитектура и убранство храма

### Внешний облик

Разрез (вид с севера) и план Сергиево-Казанского собора

Стройный, лёгкий, богато украшенный храм в стиле барокко с ребристыми куполами, разорванными фронтонами, многочисленными окнами разной величины, пропорций и рисунков. Собор представляет собой в плане прямоугольник около 16 метров в ширину и около 33 метров в длину с пятигранной алтарной апсидой. Условно всё здание собора можно разделить на алтарную часть, собственно храм, трапезную и притвор.
Алтарный пятигранный выступ (апсида) представляет собой прямоугольник со скошенными северо-восточным и юго-восточным углами и с небольшой дугой в середине. Размеры алтарного выступа нижней церкви: длина 3,5 м, ширина 7,8 м, верхней церкви — соответственно 5,9 м и 9,3 м.
Главная часть собора — двухэтажное здание, завершающееся четвериком, несущим с помощью распалубок восьмигранный купол (восьмерик) с восемью окнами-люкарнами. В центре купола — фонарь на четыре окна, с которого вверх устремляется глава купола, увенчанная золотым крестом. Стены основного объёма собора и алтарного выступа разделены по горизонтали карнизами. Фасады собора характеризуются довольно скромной лепной отделкой: на стенах каждого этажа сдвоенные пилястры завершаются капителями сложного ордера (второй этаж) или изысканными картушами (первый этаж), картуши такого же рисунка помещены над четырьмя окнами фонаря главного корпуса; наличники окон каждого этажа имеют различный рисунок и украшены лепными головками херувимов, что придаёт собору особую праздничность. Купола окрашены в синий цвет с позолоченными звёздами, что также усиливает впечатление богатства и праздничности.
Толщина стен трапезной нижнего храма 1,8 м, а верхнего — 1,4 м; в главной части нижнего храма толщина стен составляет 2,3 м, а во втором этаже — 1,75 м. Большая толщина стен главной части обусловлена тем, что на них опирается как бы третий этаж (второй свет), на котором покоятся восьмерик и фонарь с главой.
Колокольня, имеющая три яруса и высоту 46 метров, располагается в западной части здания, будучи связанной с собственно храмом двухэтажной трапезной. В качестве постамента для колокольни служит притвор нижнего храма, равный по высоте первому этажу собора. Толщина стен постамента колокольни (притвора нижнего храма) велика: наружной — 3,9 м, внутренней — 3,29 м, это обусловлено тем, что эта кирпичная кладка несёт на себе массу всей колокольни собора. Первым ярусом колокольни одновременно является притвор верхнего храма, отсюда (с уровня второго этажа) в северной стене колокольни устроена лестница, ведущая на колокольню. Второй и третий ярусы колокольни украшены колоннами ионического ордера, которые придают ей стройность и торжественность. Купол-восьмерик завершает колокольню и несёт четырёхсветный фонарь, который, в свою очередь, увенчан главой.
С западной стороны к колокольне пристроена выполненная в стиле классицизма лестничная клетка, фасад которой украшен шестью высокими колоннами ионического ордера.

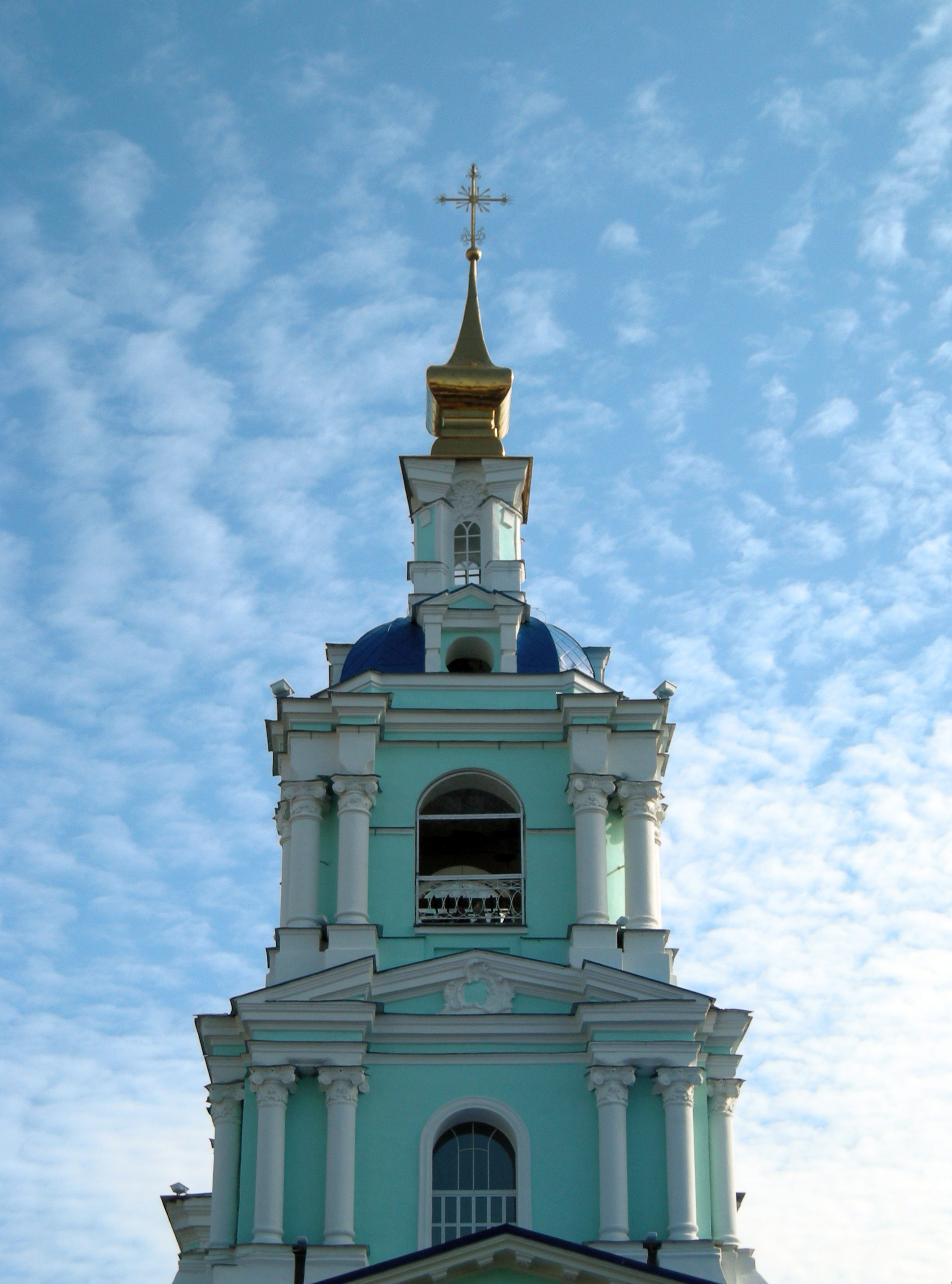
Второй и третий ярусы колокольни с куполом-восьмериком и четырёхсветным фонарём
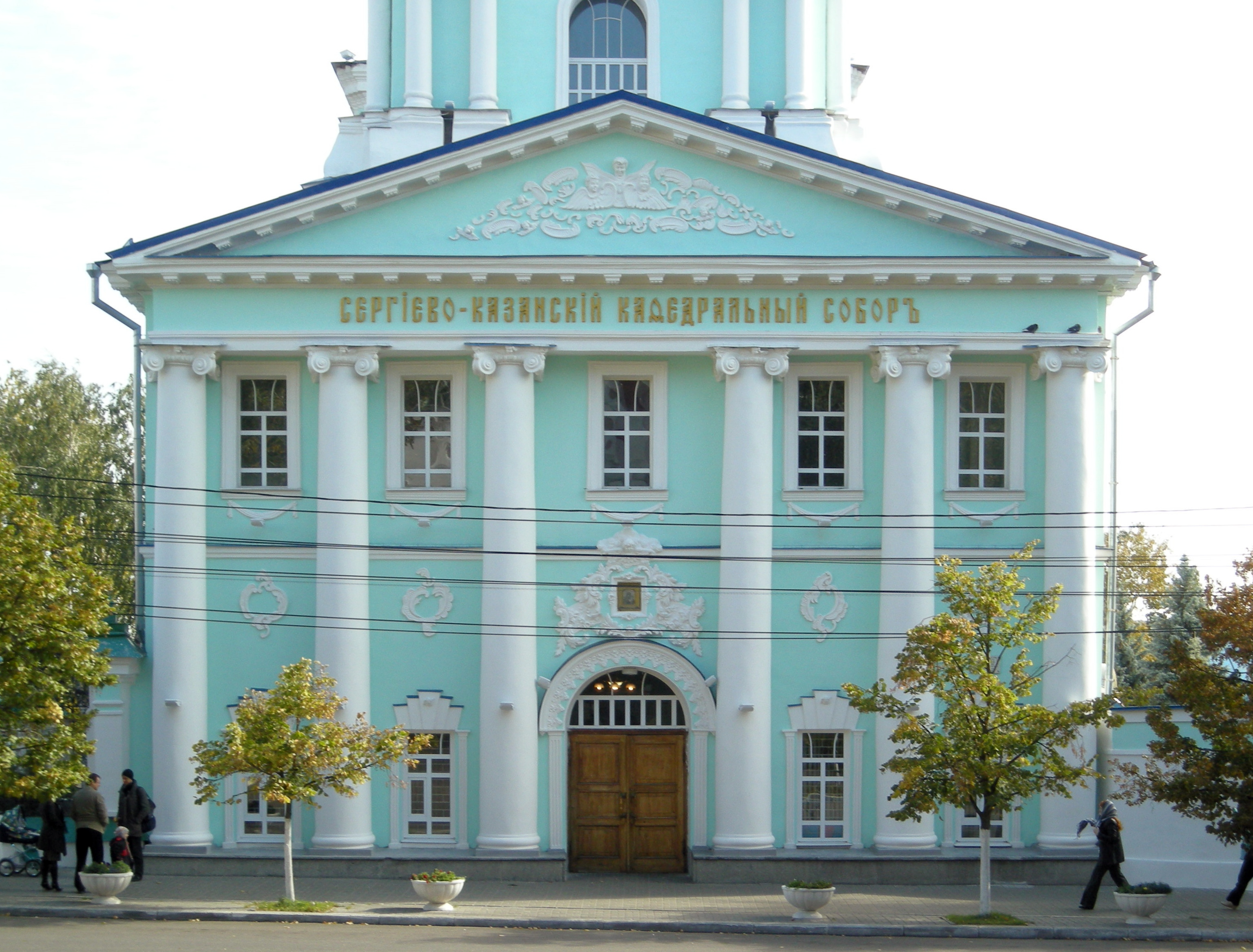
Лестничная клетка с 6 колоннами
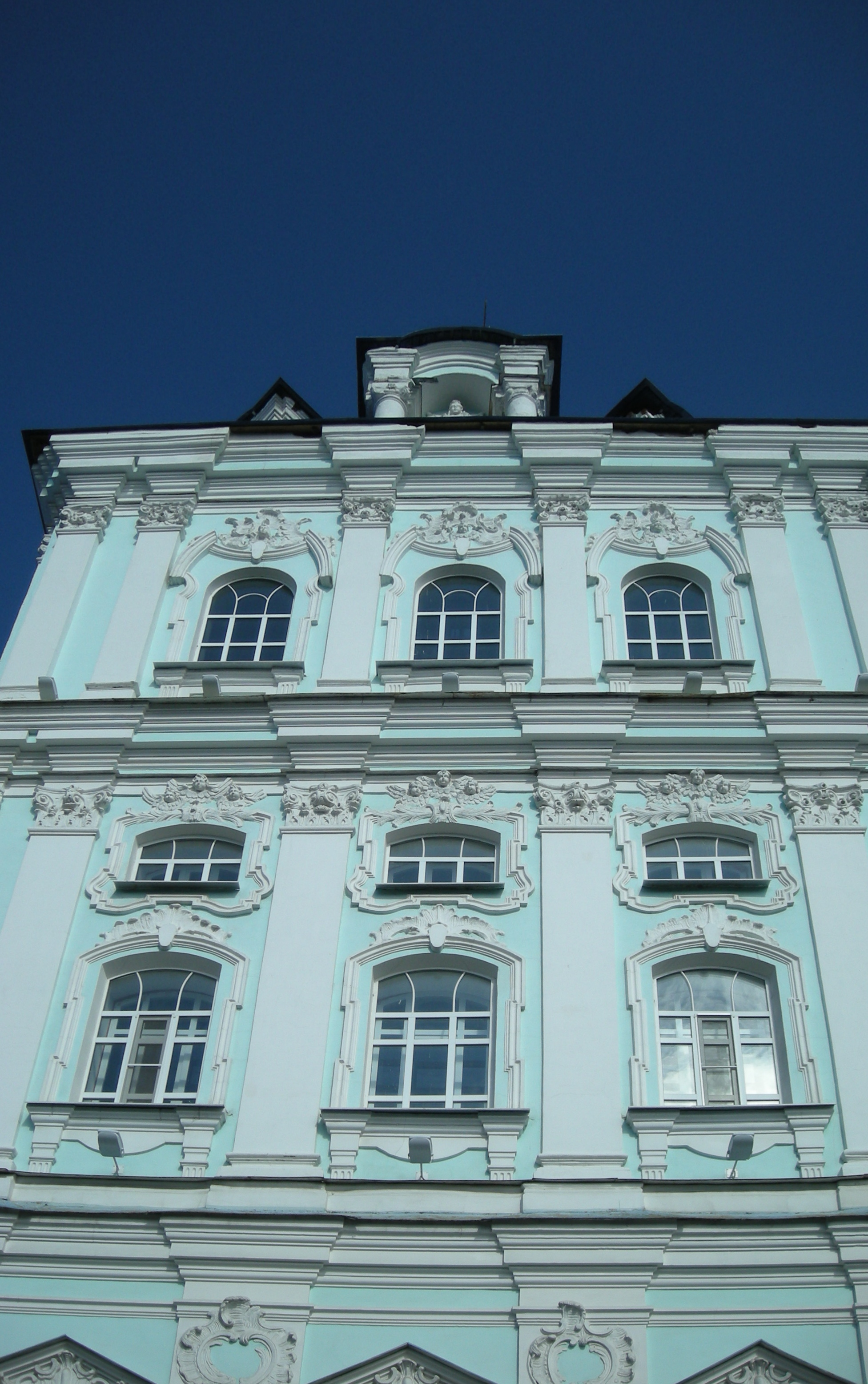
Элементы лепной отделки наружных стен

### Внутреннее убранство

#### Нижний храм
На стенах нижнего яруса лестничной клетки, расположенной сразу за входом в собор, изображены святые равноапостольные Кирилл и Мефодий, преподобные Антоний и Феодосий Печерские, благоверный великий князь Александр Невский и другие русские святые. Эти изображения являются копиями нестеровских росписей Владимирского собора в Киеве. В восточном направлении отсюда располагается вход в притвор нижнего храма, а справа и слева от него — по каменной лестнице, каждая из которых ведёт в верхний храм. Притвор нижнего храма небольшой (4,25 × 4,56 м), с невысокими сводами, на западной его стене справа от входа находится изображение Серафима Саровского вполоборота, на котором преподобный прижимает руку к сердцу. Существует мнение, что изображение святого близко к его прижизненным портретам или копия одного из них, выполненного в первой половине XIX века. В обе стороны (в северном и южном направлениях) от притвора отходят коридоры шириной 1,6 м, перпендикулярно которым в толще стен устроены небольшие камеры размером 4,25 × 1,4 м.
Трапезная нижнего храма имеет невысокий полукруглый свод и глубоко вытянутые оконные проёмы. Её ширина 9,7 м. Детали рам и медальонов и настенные лепные изображения исполнены в скромных, сдержанных тонах. В правой части трапезной располагается небольшой придел во имя преподобного Серафима Саровского. Трапезную от главной части нижнего храма отделяют два выступа боковых стен и два мощных столпа, имеющие поперечные размеры 2,2 × 2,2 м.

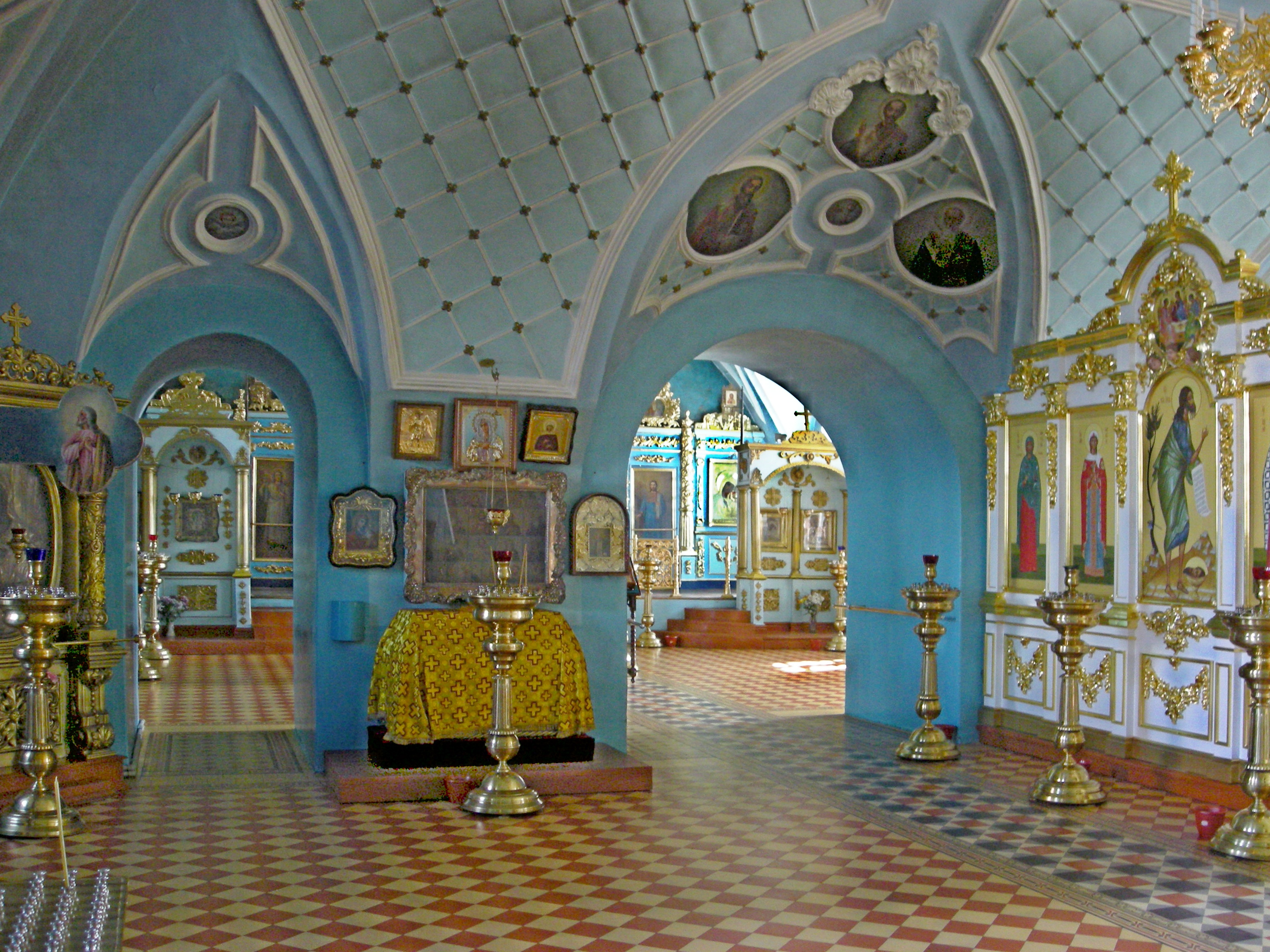
Трапезная нижнего храма
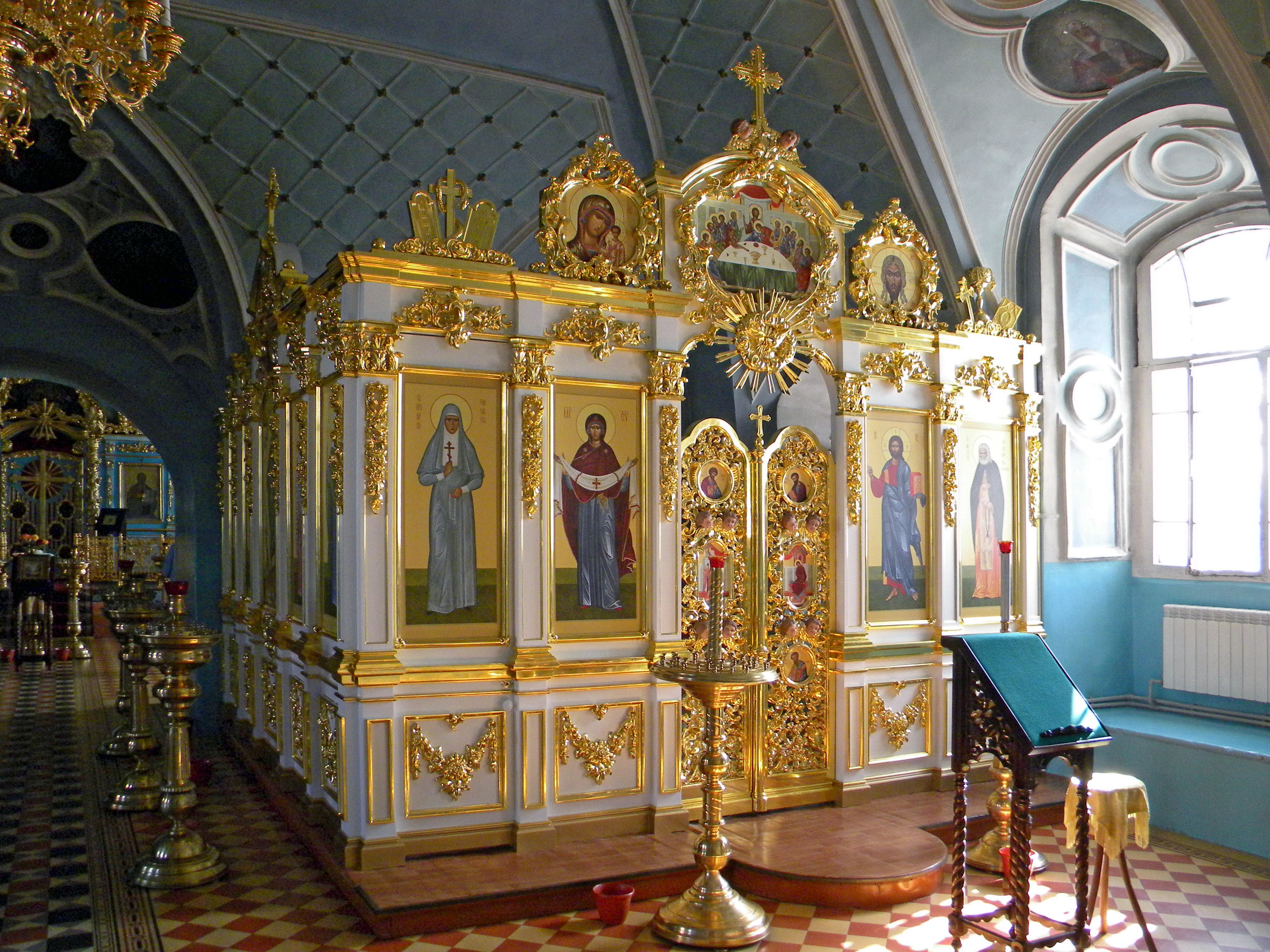
Придел во имя преподобного Серафима Саровского

Главная часть нижнего храма имеет ширину 9,9 м и также характеризуется достаточно скромной отделкой. В верхней части свода находится изображение Покрова Пресвятой Богородицы в лепной крестообразной раме, обрамлённой орнаментом в виде раковины. Покатые части свода оформлены лепной сеткой с позолоченными розетками. Иконостас нижнего храма одноярусный, деревянный, украшен резным растительным орнаментом, разделён на шесть частей витыми золочёными полуколоннами. Царские врата находятся в обрамлении двух витых золочёных резных колонн на постаментах с капителями, увенчанными двумя поясными деревянными фигурами ангелов. Иконы датируются концом XIX — началом XX века. Особого внимания заслуживают большие иконы святителей Иоасафа Белгородского и Феодосия Черниговского, расположенные у левого клироса. Примечательно также, что в соборе представлены иконы святых, канонизованных в начале XX века: преподобного Серафима Саровского, святителей Иоасафа Белгородского, Феодосия Черниговского и Питирима Тамбовского (две). На восточной стене нижнего храма перед иконой Божией Матери «Знамение», которую держат два ангела, изображены преклонившие колени Сергий Радонежский и Серафим Саровский.

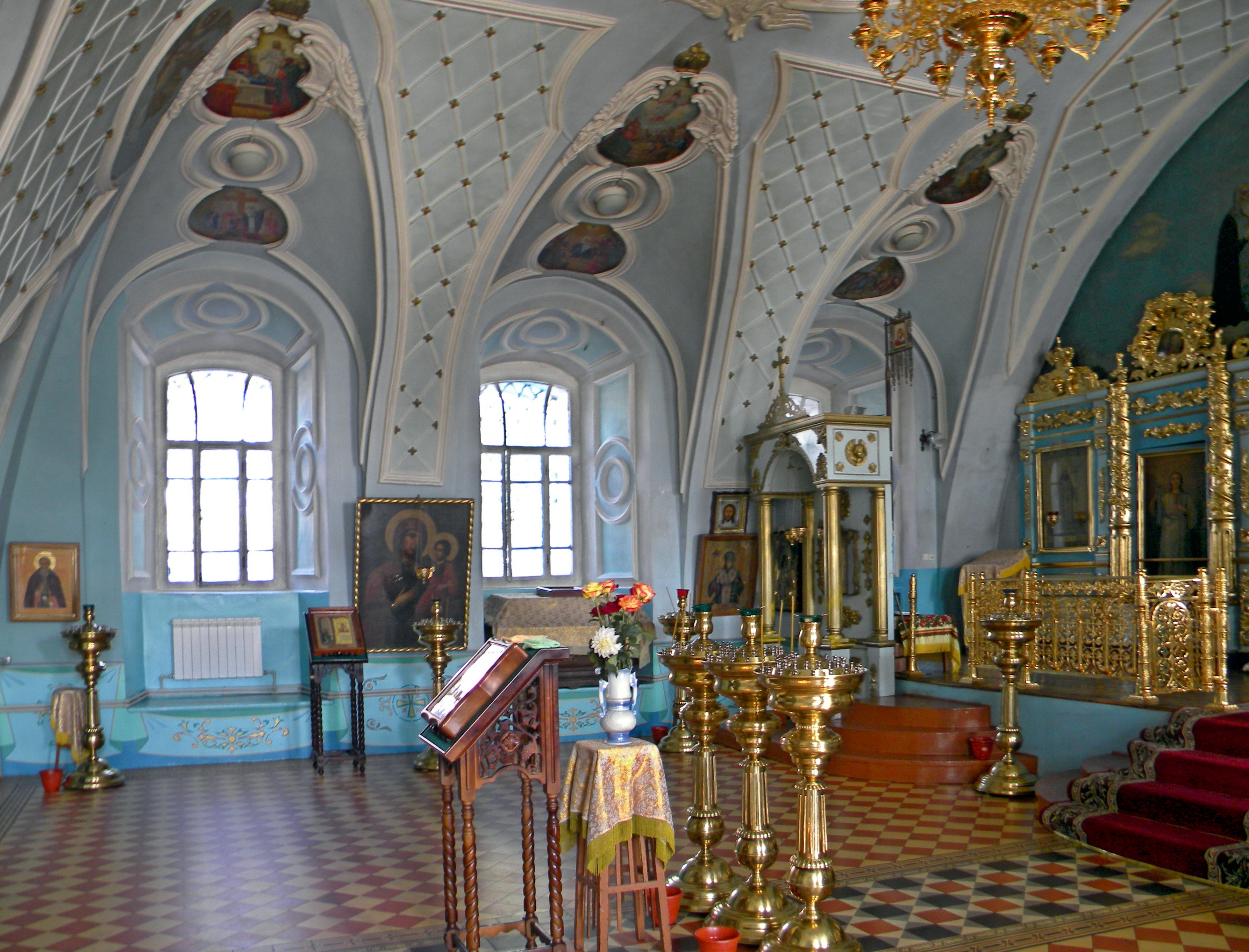
Интерьер главной части нижнего храма
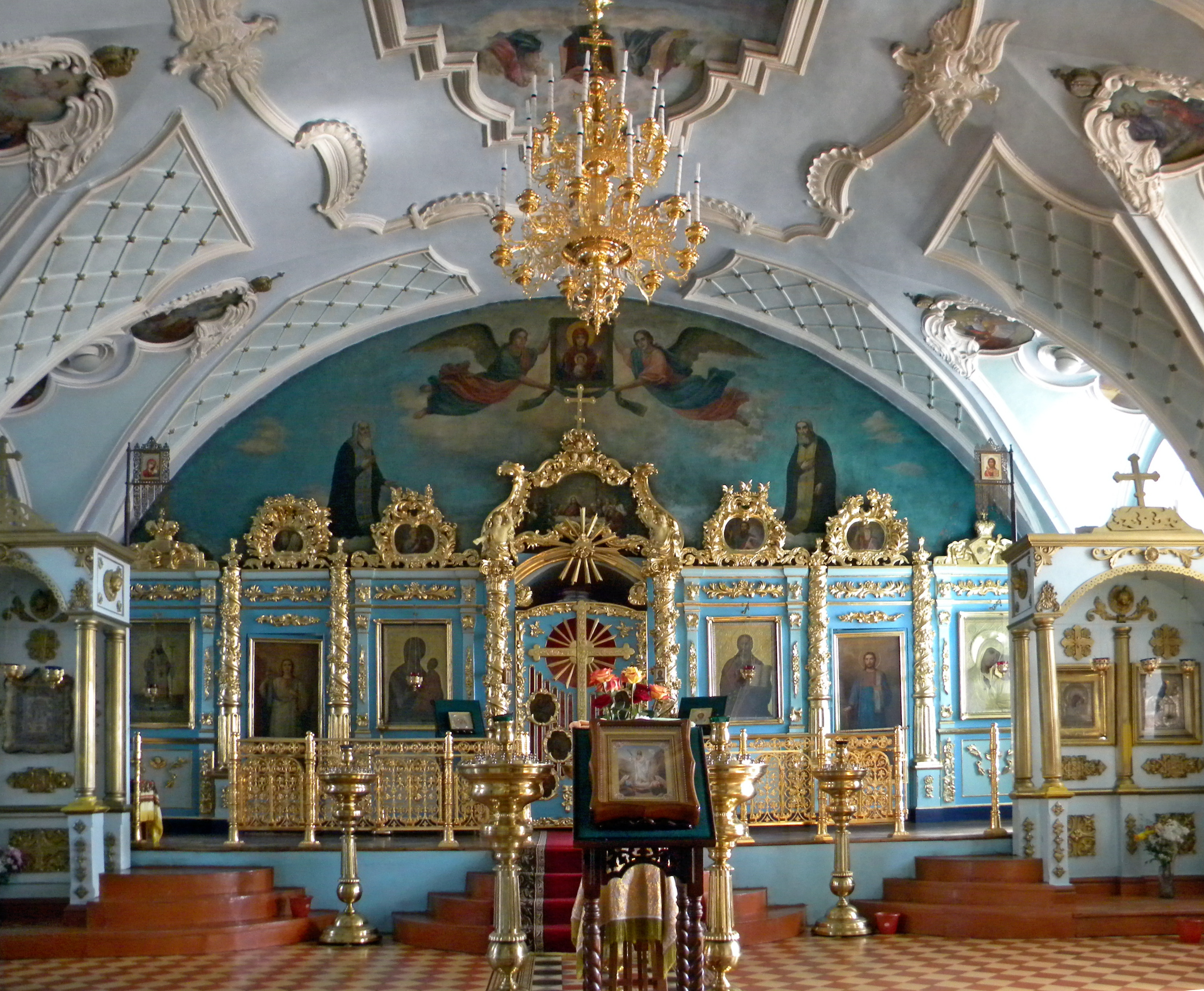
Иконостас нижнего храма

Алтарь имеет размеры 7,8 × 3,5 м. В центре невысокого алтарного свода куполообразной формы находится изображение Новозаветной Троицы, очерченное лепным растительным орнаментом. Лепные изображения херувимов украшают два глубоких оконных проёма стрельчатой формы. На горнем месте располагается икона, изображающая воскресшего Спасителя, — витраж современной работы. На двух столпах, обрамляющих в западной части алтаря Царские врата, запечатлены святитель Григорий Двоеслов и святитель Иоасаф Белгородский.

#### Верхний храм
Подъём в верхний храм возможен с нижнего яруса лестничной клетки по двум широким серым гранитным лестницам, расположенным слева и справа от последнего. На примыкающих к лестницам стенах размещены росписи на евангельские сюжеты. Обе двухмаршевые лестницы сходятся на площадке верхнего яруса лестничной клетки, от неё начинается ведущая в верхний храм широкая лестница.
|  |  |  |  |

Притвор верхнего храма является первым ярусом трёхъярусной колокольни. Трапезная небольших размеров (длина — 10 м, ширина — 12,84 м), имеет 12 окон, которые размещены в два света. От главной части верхнего храма трапезную отделяют два столпа крестообразной формы, на которых изображены преподобный Серафим Саровский и святитель Иоасаф Белгородский, и выступы стен, повторяющие в рисунке половину столба. В юго-восточном и северо-восточном углах трапезной размещены иконы Божией Матери «Всех скорбящих Радость» и великомученика Пантелеймона.
В главной части верхнего храма, имеющей ширину 12,4 м и длину 11,07 м, располагается восемнадцатиметровый позолоченный резной иконостас, созданный неизвестными крепостными мастерами — резчиками по дереву в XVIII веке и заполняющий по ширине всю алтарную преграду. Иконостас является настоящим произведением искусства: обращают на себя внимание фигурность и выпуклость резьбы из цельного дерева, безукоризненное соблюдение симметрии и деталей, цельность резных колонн с тонкими перехватами, сохранившаяся до нашего
времени позолота; его тонкие позолоченные переплетения красочно освещаются через окна, устроенные в верхней части собора. Свешивающееся на цепях из-под купола сложное богатое ниспадающее позолоченное паникадило удачно дополняет иконостас.
Иконостас двумя карнизами разделён по горизонтали на три яруса, в которых размещаются 56 икон. Три основных ряда из 18 больших икон соответствуют этим ярусам. Карниз над первым ярусом более пышный и вынесен сильнее, чем карниз над вторым ярусом. В первом ряду находятся местные иконы. Справа и слева от Царских врат расположены соответственно икона Спасителя и Смоленская икона Божией Матери. Обе иконы размещены в киотах, образованных четырьмя орнаментированными колоннами в форме бутылки. Двумя арочными изгибами карниза первого яруса киоты попарно соединяют капители этих колонн. На капителях располагаются деревянные резные фигуры ангелов, по две на каждой. Во втором основном ряду икон по бокам от центральной части деисуса размещены изображения двенадцати апостолов. Третий основной ряд, находящийся в третьем ярусе иконостаса, содержит три иконы: «Воскресение Иисуса Христа», «Снятие с креста» и «Положение во гроб». Иконостас завершается изображением Господа Саваофа в раме, вершину которой венчает царственный венец с крестом. По сторонам от креста на карнизе третьего яруса размещены две большие деревянные фигуры трубящих ангелов. Ещё десять резных фигур ангелов, но меньшего размера, расположены по вертикали в центральной части иконостаса и по краям его вершины. 35 небольших икон, размещённых в медальонах, дополняют описанные три основных ряда. Двенадцать небольших икон посвящены двунадесятым праздникам и составляют праздничный ряд в нижней части второго яруса. Пророческий ряд представлен лишь двумя иконами, расположенными в левой и правой частях иконостаса над карнизом третьего яруса. Другие небольшие иконы посвящены евангельским сюжетам и размещены в верхних частях первого и второго ярусов.
Непосредственно перед иконостасом находятся два больших резных позолоченных киота, которые гармонично сочетаются в стилевом отношении с двумя центральными киотами икон местного ряда и огораживают пространство клиросов. В правом киоте располагаются иконы преподобных Сергия Радонежского и Серафима Саровского, а в левом — Казанская икона Божией Матери и список с подлинника Курской Коренной иконы Божией Матери «Знамение». У южной и северной стен находятся ещё два, но более скромных, резных киота.

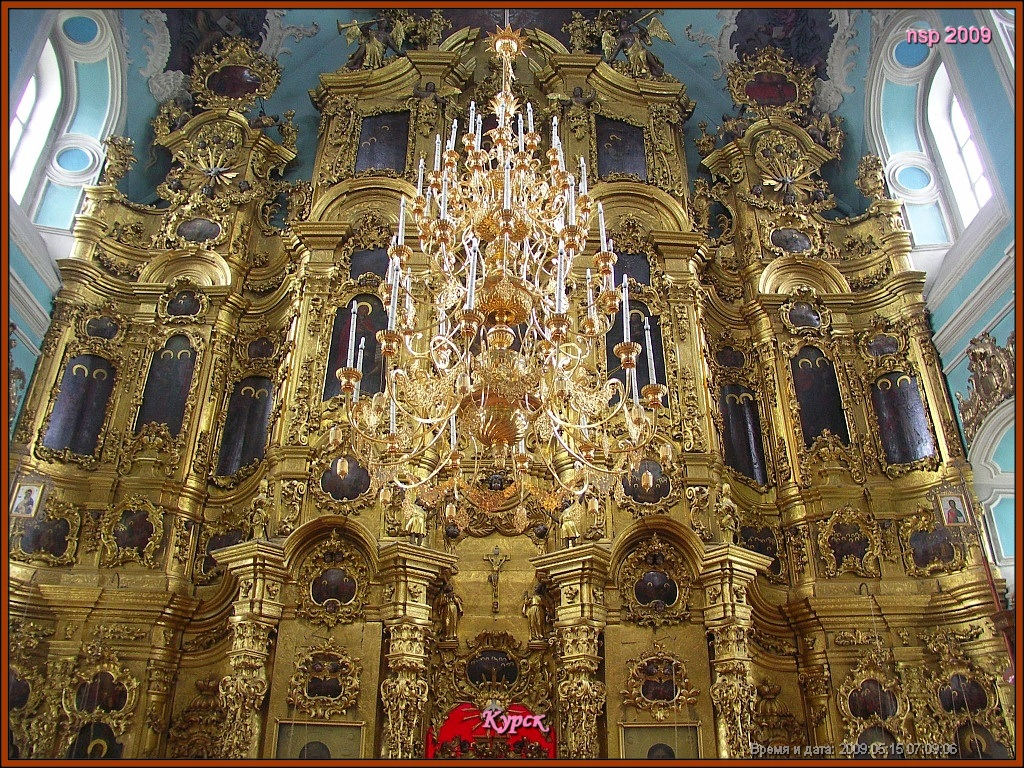
Иконостас верхнего храма
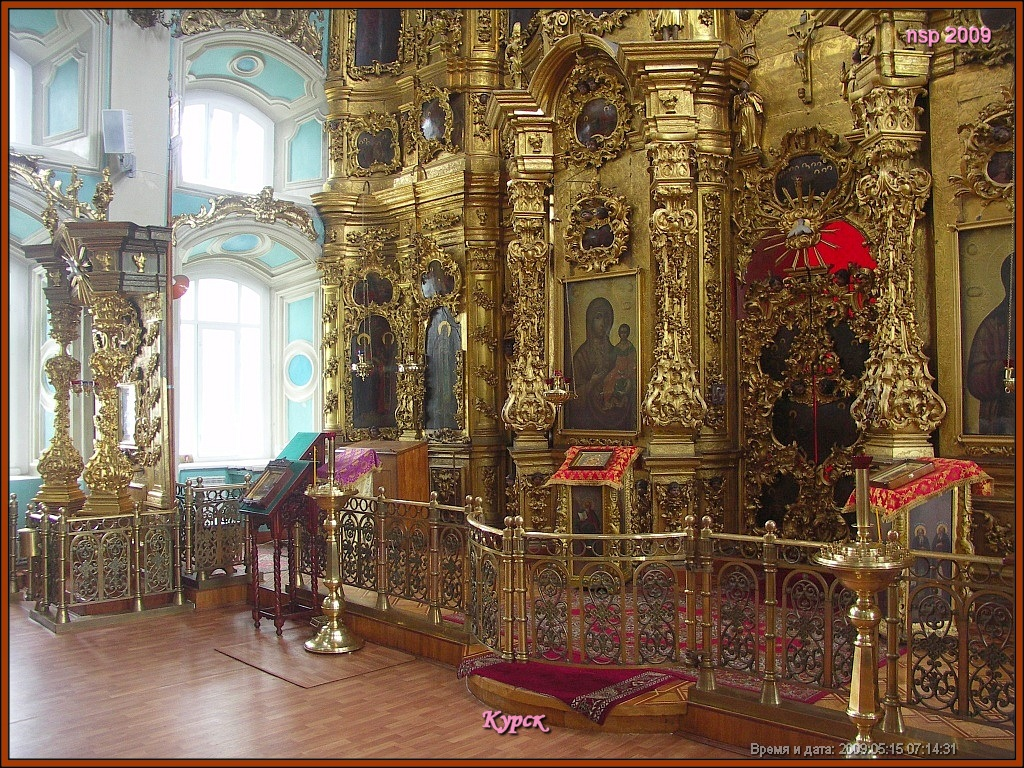
Интерьер главной части верхнего храма

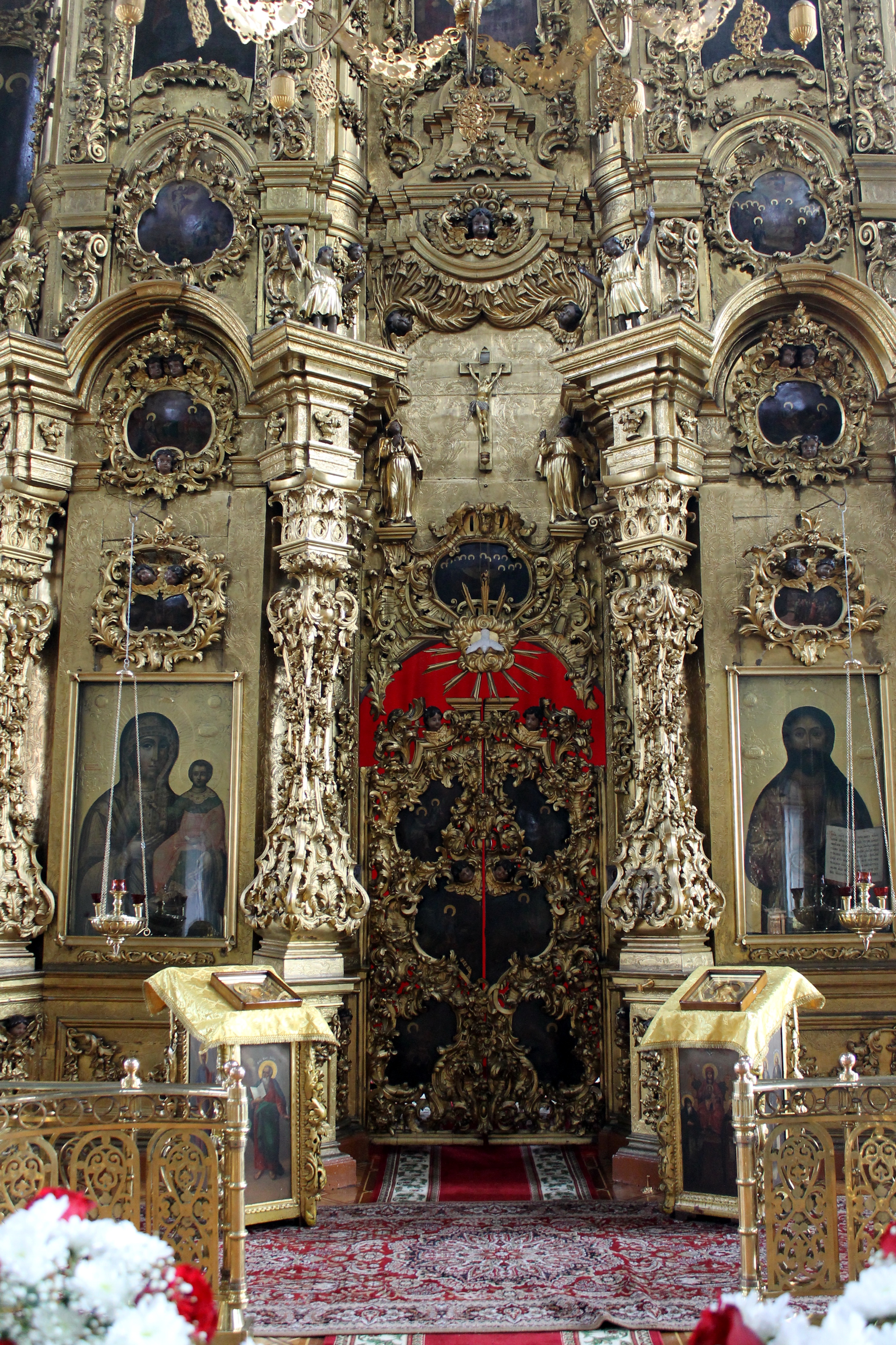
Царские врата алтаря верхнего храма
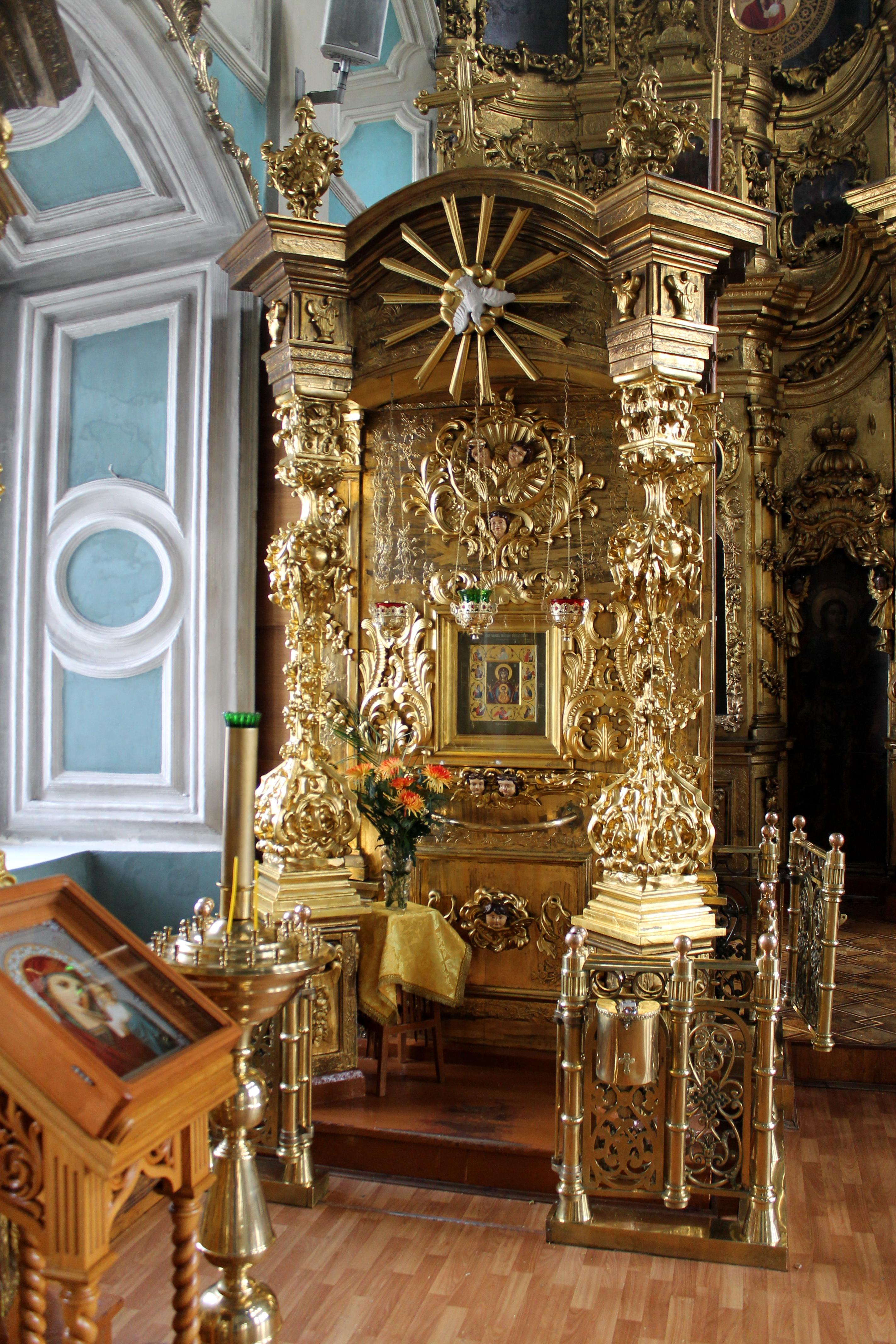
Левый резной киот в главной части верхнего храма со списком с подлинника Курской Коренной иконы Божией Матери «Знамение»
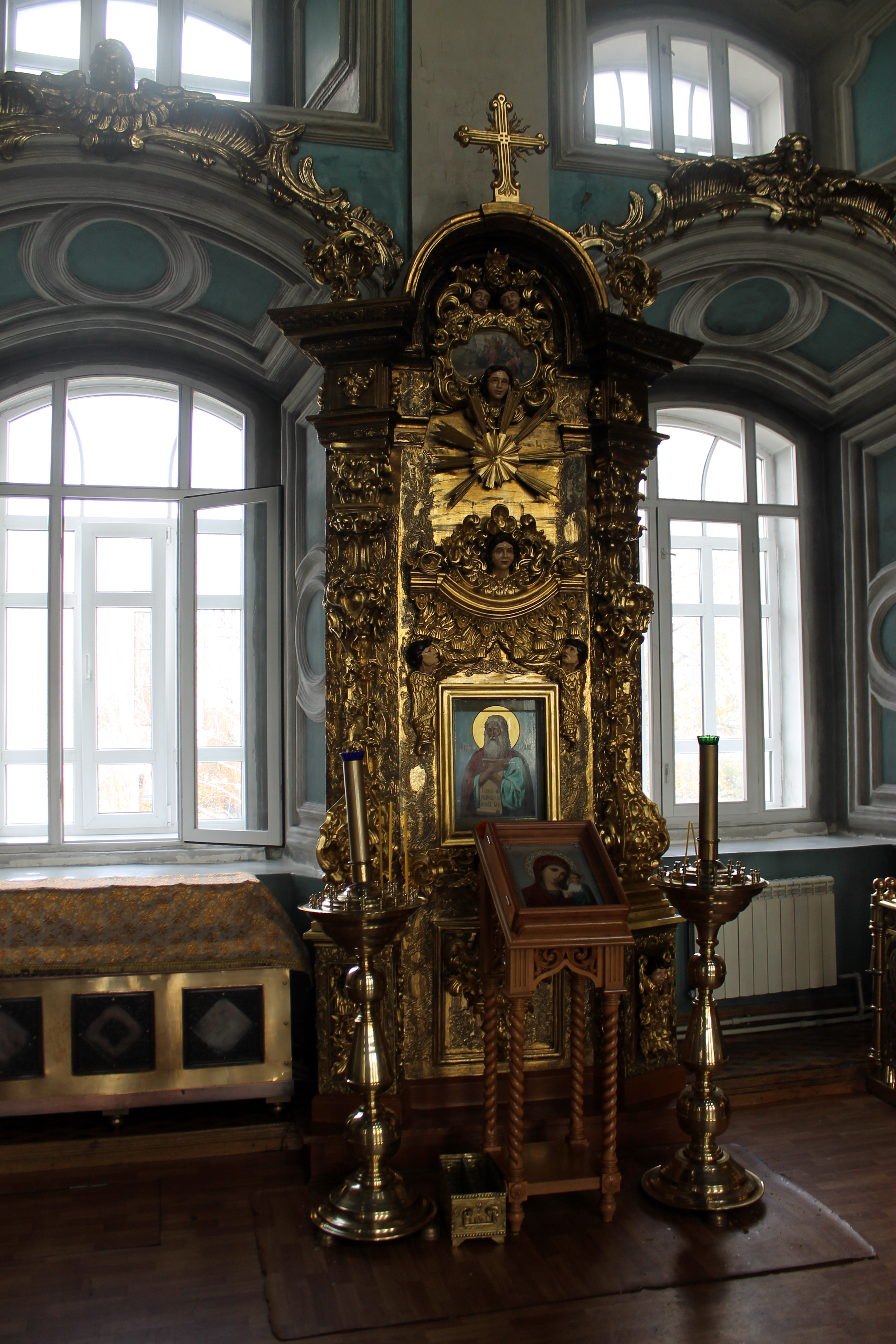
Киот у северной стены главной части верхнего храма. Слева от киота — ковчег с мощами святых угодников

Всё пространство основной части верхнего храма обильно заполнено солнечным светом, который проникает через 18 окон, расположенных в три света на северной и южной стенах. Освещение дополняют восемь люкарн купола и четыре оконных проёма фонаря. В своде венчающего купол собора фонаря находится позолоченное барельефное изображение Господа Саваофа, а ниже его на сводах купола в два пояса расположены изображения архангелов (верхний пояс из восьми росписей) и святителей и учителей Церкви (нижний пояс). На парусах свода четверика находятся барельефы апостолов-евангелистов. На западной стене основной части храма размещена икона Седьмого Вселенского собора. Интерьер южной и северной стен этой части верхнего храма украшен пилястрами с позолоченными капителями, завершающимися лепными головками херувимов, а также небольшими иконописными медальонами.
Алтарь верхнего храма размещается в пятигранном выступе, центральная грань которого является не плоской, а выгнутой кнаружи. В апсиде алтаря находится изображение Воскресения Иисуса Христа на подсвечиваемом стекле, справа и слева от него расположены образы святителей Василия Великого и Иоанна Златоуста над жертвенником. На образующих Царские врата и боковые входы в алтарь двух мощных столпах помещены изнутри изображения святителя Митрофана Воронежского и неустановленного ветхозаветного святого (по всей видимости, Гедеона). Куполообразный свод алтаря венчает горельеф Новозаветной Троицы.

## Святыни
В Сергиево-Казанском соборе находится икона Сергия Радонежского с мощами святого и частица мощей преподобного Серафима Саровского. В верхнем храме хранится рака с мощами более 40 святых, в том числе Марии Магдалины, апостолов Андрея Первозванного, Матфея, Иакова, брата Господня; пророка Даниила, праведных Лазаря, Анны, Прокопия, великомученицы Варвары, Алексия, человека Божьего; благоверных князей Александра Невского, Георгия Владимирского, Владимира Киевского, преподобного Зосимы Соловецкого, Иоанна Воина.
До нашего времени также сохранилось напрестольное Евангелие в серебряном вызолоченном окладе чеканной работы, напечатанное в годы правления императора Петра I и патриаршества Адриана. Это Евангелие имеет высоту 60 см, ширину 40 см и весит 16 кг.

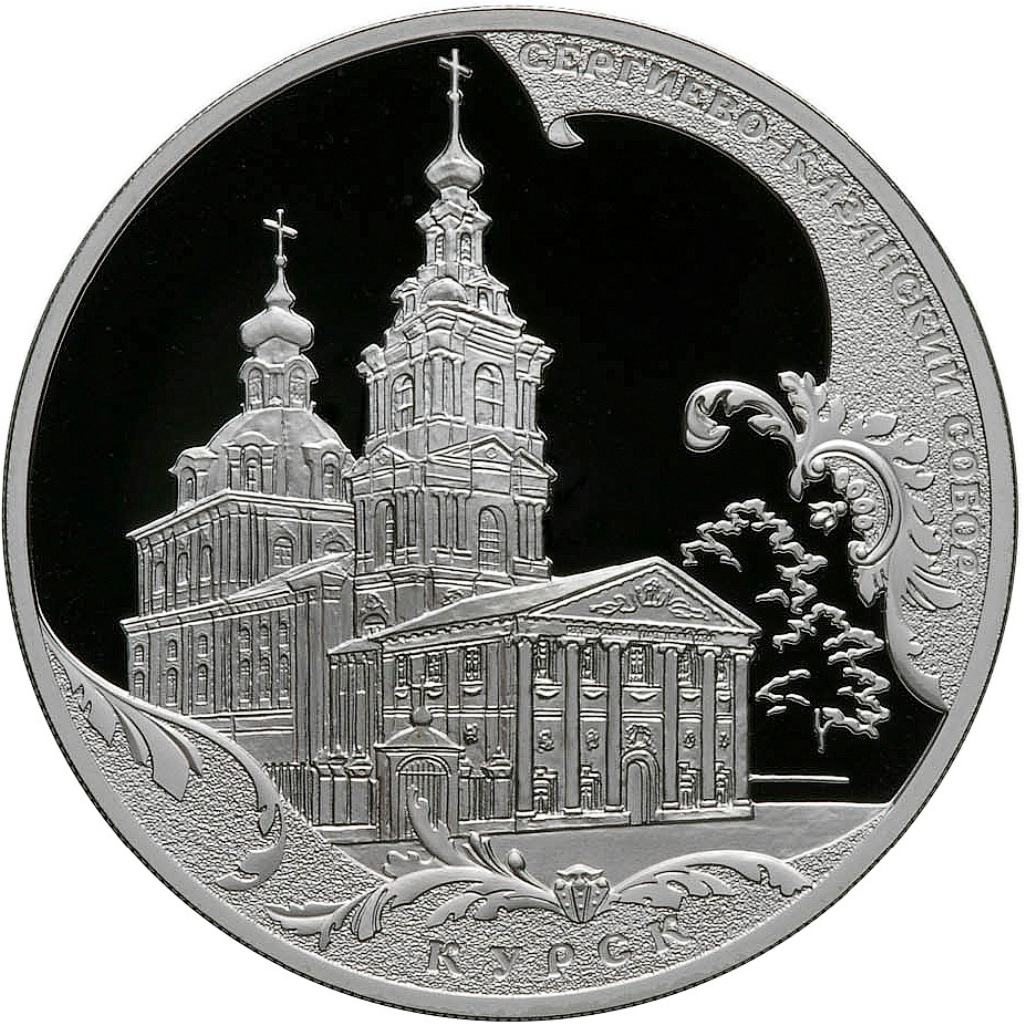
Реверс памятной трёхрублёвой монеты с изображением Сергиево-Казанского собора

## В нумизматике
1 марта 2011 года Банком России на Санкт-Петербургском монетном дворе в серии «Памятники архитектуры России» тиражом 7500 штук была выпущена серебряная памятная монета «Сергиево-Казанский собор, г. Курск» номиналом 3 рубля и весом 33,94 (±0,31) г (каталожный номер: 5111-0208, художник — Л. А. Евдокимова, скульптор — А. А. Долгополова). На реверсе монеты в центре на зеркальном поле диска в картуше изображён Сергиево-Казанский собор, рядом с ним очертания деревьев, а на матовом поле картуша — растительный орнамент и надписи: справа вверху — «СЕРГИЕВО-КАЗАНСКИЙ СОБОР», внизу — «КУРСК».

## Комментарии
1. ↑  Постановление Совета министров РСФСР № 1327 от 30 августа 1960 года «О дальнейшем улучшении дела охраны памятников культуры в РСФСР»[3][4].
2. ↑  Постановление Главы администрации Курской области № 209 от 28 апреля 1992 года[5].
3. ↑  Свидетельство № 170 от 23 марта 1993 года[5].
4. ↑  Свидетельство о регистрации № 114-р от 2 ноября 1999 года[5].
5. ↑  Крест отлит в виде двух неотёсанных брёвен, что является характерным для произведений западноевропейского искусства, в цокольной части имеется надпись на латинском языке: «ET INCLINATO CAPITE EMISIT SPIRITUM» («И преклонив главу, испустил дух»), под евангельской цитатой имя скульптора — S. Albano — и римская дата — MDCCCLXXXVI (1886). В Сергиево-Казанский собор это распятие из лютеранской кирхи во имя святых апостолов Петра и Павла, закрытой в 1924 году, по всей видимости, попало при формировании в нижнем храме собора антирелигиозного музея[42].